# Brenda Lee
Brenda Mae Tarpley (Atlanta, Georgia, 11 december 1944), beter bekend als Brenda Lee, is een Amerikaans zangeres. Ze is actief onder de genres rockabilly, rock-'n-roll, country en pop. Brenda Lee is het best bekend van haar hits I'm Sorry en Rockin' Around the Christmas Tree. Brenda Lee is opgenomen in de Rock and Roll Hall of Fame, de Country Music Hall of Fame en de Rockabilly Hall of Fame.

## Loopbaan

### Vroegere jaren
Lee was van jongs af aan muzikaal actief, tijdens kerkdiensten zong ze solo's en memoriseerde melodieën op jonge leeftijd door naar de radio te luisteren en ze na te fluiten. Lee’s eerste aanraking met de muziekwereld was toen ze een door de school georganiseerde regionale zangwedstrijd won. Haar prijs was een liveverschijning tijdens een radioshow van Atlanta, Starmakers Revue, het volgende jaar trad ze daar op. Op tienjarige leeftijd was ze de grootste verdiener in haar gezin; haar vader was in 1953 overleden. Lee verscheen op televisie en radio. Nadat Lee in The Peach Blossom Special verscheen, veranderde de producer van de show haar naam in Lee, want Tarpley klonk te lastig om te onthouden.

### Doorbraak
Lee brak door in de muziek- en showbusinesswereld in februari 1955, toen ze verscheen op een radiostation uit Swainsboro, om Red Foley te zien in Augusta. Een diskjockey uit Augusta haalde Foley over om naar Lee te luisteren nog voor Foley zijn show zou geven. Foley was onder de indruk van de tienjarige meid met de krachtige stem en liet haar het nummer "Jambalaya" zingen tijdens de show. Op 31 maart zong Lee tijdens de Ozark Jubilee-show in Springfield, Missouri. De komende vijf jaar zou ze nog vele verschijningen maken. In 1956 ondertekende Lee een contract met platenlabel Decca Records.

### Grootste succes
Tussen 1958 en 1965 had Lee haar grootste hits. Succesvolle nummers van Lee tijdens die periode waren onder andere "Jambalaya (On the Bayou)", "Sweet Nothin's", "I Want to Be Wanted", "All Alone Am I", "Break It to Me Gently" "Fool #1" en "Dum Dum". Lee had een hit met het nummer "Rockin' Around the Christmas Tree" uit 1958, een kerstnummer. Dit is haar meest verkochte nummer. In 1959 toerde Lee door het Verenigd Koninkrijk, waar ze toentertijd meer aanzien had dan in de Verenigde Staten. In 1960 was Lee's voorprogramma de toen nog beginnende en onbekende band The Beatles. In 1960 had ze een nummer 1-hit met "I'm Sorry", dat in de Billboard Pop Chart stond. Het was haar eerste gouden single. Later werd het nummer genomineerd voor een Grammy Award. Lees laatste top 10-single was in 1963 "Losing You".

### Latere loopbaan
Na de tweede helft van de jaren 60 was Lee minder actief. Dit veranderde gedurende de jaren 70, toen ze weer succes had in het countrygenre. Belangrijke nummers die zij uitbracht waren "My Boy Lollipop", "Nobody Wins", "Sunday Sunrise", "Wrong Ideas", "Big Four Poster Bed", "Rock on Baby", "He's My Rock", "Tell Me What It's Like", "The Cowboy and the Dandy" en "Broken Trust". In 1982 bracht Lee samen met Dolly Parton, Kris Kristofferson en Willie Nelson een album uit, getiteld The Winning Hand. Het werd een succesvol album en bereikte de top tien in de countryalbumhitlijst van de VS. Lees laatste bekende hit dateert van 1985, een duet met George Jones: "Hallelujah, I Love Her So".
In 1982 werd ze opgenomen in de Georgia Music Hall of Fame en in 1997 in de Country Music Hall of Fame.
Tegenwoordig is Lee nog steeds actief, hoewel niet zoals vroeger. Nu en dan geeft ze nog eens optredens. In 2004 verscheen haar autobiografie: Brenda Lee: Little Miss Dynamite.
Haar kerstnummer "Rockin' Around the Christmas Tree", opgenomen in 1958, bereikt op 9 december 2023 de 1e plaats van de Amerikaanse Billboard Hot 100. Brenda is daarmee de oudste artiest die dat (tot dan) heeft gepresteerd.
Ze wordt ook genoemd in het nummer "Radar Love" van de Haagse rockband Golden Earring.

## Discografie

### Singles
| Single met eventuele hitnotering(en) in de Nederlandse Top 40 | Datum van verschijnen | Datum van binnenkomst | Hoogste positie | Aantal weken | Opmerkingen |
| ------------------------------------------------------------- | --------------------- | --------------------- | --------------- | ------------ | ----------- |
| Ich will immer auf dich warten                                | 1964                  | 09-01-1965            | 33              | 4            |             |

| Single met hitnotering(en) in de Vlaamse Ultratop 50 | Datum van verschijnen | Datum van binnenkomst | Hoogste positie | Aantal weken | Opmerkingen |
| ---------------------------------------------------- | --------------------- | --------------------- | --------------- | ------------ | ----------- |
| Bigelow 6-200                                        | 1958                  | -                     | -               | -            |             |
| Dynamite                                             | 1957                  | -                     | -               | -            |             |
| I'm Sorry                                            | 1960                  | 01-08-1960            | 2               | 24           |             |
| I Want to Be Wanted                                  | 1960                  | 01-11-1960            | 17              | 4            |             |
| Emotions                                             | 1961                  | 01-02-1961            | 6               | 12           |             |
| Dum Dum                                              | 1961                  | 01-08-1961            | 10              | 8            |             |
| All Alone Am I                                       | 1962                  | 01-12-1962            | 6               | 16           |             |
| Your Used to Be                                      | 1963                  | 01-04-1963            | 14              | 4            |             |
| Losing You                                           | 1963                  | 01-06-1963            | 18              | 4            |             |
| Only You                                             | 1963                  | 01-09-1963            | 3               | 12           |             |
| As Usual                                             | 1964                  | 01-02-1964            | 18              | 8            |             |

### NPO Radio 2 Top 2000
| Nummer met noteringen in de NPO Radio 2 Top 2000 | '99  | '00 | '01  | '02  | '03  | '04  | '05  | '06  | '07  | '08  |
| ------------------------------------------------ | ---- | --- | ---- | ---- | ---- | ---- | ---- | ---- | ---- | ---- |
| I'm Sorry                                        | 1205 | -   | 1469 | 1702 | 1210 | 1677 | 1782 | 1642 | 1469 | 1563 |

1. ↑  Een '-' betekent dat het nummer niet was genoteerd en een vetgedrukt getal geeft de hoogste notering aan.
2. ↑  Deze tabel is bijgewerkt tot en met de meest recente editie (2024).

## Hits in Duitsland
- 1965 - Ich will immer auf dich warten